# Fatih Akın
Fatih Akın (IPA: [ˈfatih ˈakɯn]) (Amburgo, 25 agosto 1973) è un regista, sceneggiatore, produttore cinematografico e attore tedesco.
Nel 2004 il quarto film di Fatih Akin, La sposa turca (Gegen die Wand), con Birol Ünel e Sibel Kekilli, nei panni dei due protagonisti, viene premiato come miglior film dal Festival di Berlino e dall'European Film Awards.

## Biografia
Nato ad Amburgo da genitori turchi, emigrati in Germania negli anni sessanta, Fatih Akin cresce nel quartiere di Altona. All'inizio degli anni ottanta, Amburgo è una città con un'alta percentuale di stranieri e la convivenza con i tedeschi non è priva di tensioni. In questo clima Fatih Akin, poco più che adolescente si unisce a bande giovanili con le quali condivide comportamenti di violenza urbana. Tuttavia, grazie alla passione per la lettura e la scrittura e alla tenacia della madre nel volerlo salvare dalla cattiva strada, riesce a diplomarsi e inizia presto a lavorare come autista e tecnico delle luci per alcuni set cinematografici.
Dopo le prime esperienze artistiche negli anni del liceo in cui scrive brevi racconti, piccole sceneggiature e fa i primi esperimenti con una Super 8 millimetri, nel 1994 inizia il suo percorso di studi in comunicazione visiva al Hochschule für bildende Künste di Amburgo. Sempre nel 1994 nasce anche la sua collaborazione con la Wueste Filmproduktion, la società di produzione che sarà al suo fianco nella realizzazione di alcuni dei suoi film.
Grazie a questa cooperazione vedono la luce prima, il cortometraggio Sensin – Du Bist Es! per il quale riceve il premio del pubblico all'Internationale Kurzfilm Festival Hamburg, seguito nel 1996 dal suo secondo cortometraggio Getuerkt. Nel 1998 Akin debutta come regista con il film Kurz und schmerzlos, è il suo primo lungometraggio che lo porta a vincere, nello stesso anno, il Pardo di Bronzo al festival di Locarno e il Pierrot come miglior giovane regista al Bayerische Filmpreis di Monaco. In seguito ha diretto Im Juli nel 2000, Wir haben vergessen zurückzukehren nel 2001 e Solino nel 2002, fino ad arrivare alla realizzazione di La sposa turca che nel 2004 ha vinto l'Orso d'oro al festival di Berlino e due premi agli European Film Awards, quello per il miglior film e il premio del pubblico.
Nel 2004 fonda la casa di produzione cinematografica Corazón International e realizza con il film La sposa turca la prima parte di una trilogia sull'amore, la morte e il demonio. Nello stesso anno partecipa al film collettivo prodotto da Lars von Trier Europäische Visionen con il segmento Die bösen alten Lieder, riduzione per il grande schermo della poesia di Heinrich Heine, Die alten, bösen Lieder. Per La sposa turca Akin riceve l'Orso d'oro alla Berlinale del 2004 e il premio come miglior film dell'anno dall'European Film Awards. Nel 2005 realizza il suo primo documentario Crossing the Bridge - The Sound of Istanbul, ritratto della vivace scena musicale di Istanbul. L'anno seguente, nel 2006, gira la seconda parte della sua trilogia con Ai confini del paradiso. Con questo film vince il premio per la miglior sceneggiatura al 60º Festival di Cannes. Nel 2009 gira Soul Kitchen, che viene presentato alla Festival di Venezia 2009 vincendo il Leone d'argento - Gran premio della giuria.
Durante le riprese per Ai confini del paradiso, Akin mette mano al progetto di un lungo documentario dal titolo Müll im Garten Eden in cui tratta della decisione dello stato turco di aprire una grande discarica nel paesino di Çamburnu, luogo di origine dei suoi genitori. Il film è stato proiettato nel 2012 durante il 65º Festival di Cannes.
Nel 2014 il suo film Il padre avente per tema una vicenda del genocidio armeno viene presentato alla 71ª Mostra d'Arte Cinematografica di Venezia.

## Filmografia

### Regia e sceneggiatura

#### Lungometraggi di finzione
- Kurz und schmerzlos (1998)
- Im Juli (2000)
- Solino (2002)
- La sposa turca (Gegen die Wand) (2004)
- Ai confini del paradiso (Auf der anderen Seite) (2006)
- Soul Kitchen (2009)
- Il padre (The Cut) (2014)
- Tschick (2016)
- Oltre la notte (Aus dem Nichts) (2017)
- Il mostro di St. Pauli (Der Goldene Handschuh) (2019)
- Rheingold (2022)
- Amrum (2025)

#### Documentari
- Wir haben vergessen zurückzukehren – film TV (2001)
- Crossing the Bridge - The Sound of Istanbul (2005)
- Der Müll im Garten Eden (2012)

#### Cortometraggi
- Sensin - Du bist es! (1995)
- Getürkt (1996)
- Die bösen alten Lieder, episodio di Europäische Visionen (2004)
- Chinatown, episodio di New York, I Love You (2009)
- Der Name Murat Kurnaz, episodio di Deutschland 09 - 13 kurze Filme zur Lage der Nation (2009)

### Solo sceneggiatore
- Kebab Connection, regia di Anno Saul (2005)

### Attore
- Back in Trouble, regia di Andy Bausch (1997)
- Kismet, regia di Andreas Thiel (1999)
- Hırsız var!, regia di Oğuzhan Tercan (2004)
- Death Stranding 2: On the Beach, regia di Hideo Kojima (2025)

## Video musicali
- 2002: Digger Dance, Digger is a dancer
- 2010: Aynur Doğan, Rewend
- 2020: Solomun, Kreatur Der Nacht